# Mała Słońca
Mała Słońca (niem. Klein Schlanz) – wieś kociewska w Polsce położona w województwie pomorskim, w powiecie tczewskim, w gminie Subkowy.
W latach 1954–1959 wieś należała i była siedzibą władz gromady Mała Słońca, po jej zniesieniu w gromadzie Subkowy. W latach 1975–1998 miejscowość administracyjnie należała do województwa gdańskiego.